# Вільгельм Майбах
А́вгуст Вільге́льм Ма́йбах (нім. August Wilhelm Maybach [ˈvɪlhɛlm ˈmaɪbax]); 9 лютого 1846, Гайльбронн — 29 грудня 1929, Штутгарт) — один з німецьких піонерів в галузі автомобілебудування, підприємець, співзасновник автомобільної компанії Daimler-Motoren-Gesellschaft, конструктор першого автомобіля під торгівельною маркою «Mercedes». За свої інженерні досягнення ще за життя отримав прізвисько «Король конструкторів».

## Життєпис

### Ранні роки і початок кар'єри (1846—1882)
Вільгельм Майбах народився у місті Гайльбронн (Вюртемберзьке королівство), 9 лютого 1846 року у сім'ї столяра Шрайнерса Крістіана Майбаха та його дружини Луїзи. Коли Вільгельму було 8 років його сім'я перебралась з Левенштайна до Штутгарта. У 1856 році померла його мати. Через два роки після смерті матері батько, швидше за все, вирішив покінчити життя самогубством, утонувши. Майбах виріс у дитячому будинку в Ройтлінгені, яким опікувався відомий у той час місцевий пастор Густав Вернер і у якому виховувались та навчались сироти з бідних сімей. Там Вільгельм, завдяки допомозі керівника організації, здобув професію кресляра та конструктора: у віці 15 років удень він проходив практику в майстерні та конструкторському бюро заводу, увечері брав уроки з креслення та природничих наук у міській школі, а потім і з математики та фізики у міському училищі.

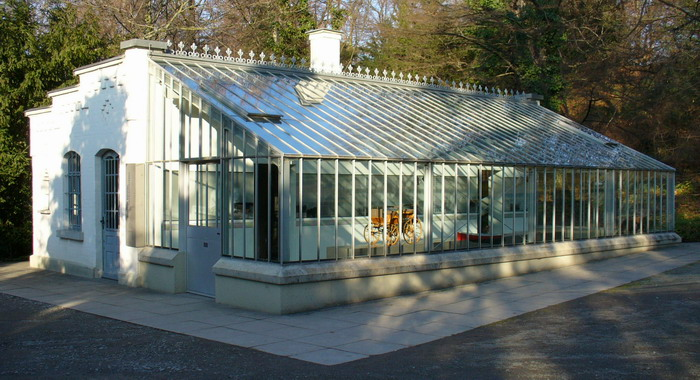
Оранжерея з прибудовою у саду Готтліба Даймлера у Каннштадті, перша власна майстерня винахідників

Тоді ж він уперше зустрів Готтліба Даймлера, який у 1863 році став технічним директором заводу у Ройтлінгені. На той момент Вільгельму, вже кваліфікованому конструктору, було 19 років. До обов'язків Г. Даймлера також входило шефство над притулком. Помітивши зусилля юнака він взяв його як свого головного помічника — на роль, яку Вільгельм Майбах відігравав до смерті Готтліба у 1900 році.
У 1869 році Г. Даймлер перебрався до Карлсруе і влаштувався на завод компанії «Машіненбау Гезельшафт» (нім. Maschinenbau-Gesellschaft AG), яка виробляла важкі локомотиви. Майбах пішов за ним. У 1872 році Готтлібу запропонували посаду технічного директора фірми Gasmotoren-Fabrik Deutz AG, що належала Ніколаусу Отто і Ойґену Лянґену. Роботу отримав і Майбах, ставши головним конструктором. На той час фірма займалась виробництвом стаціонарних двигунів внутрішнього згоряння. У 1876 році Майбах взяв участь у Всесвітній виставці у Філадельфії (США) з презентацією двигунів фірми «Deutz». Після повернення до Кельна у 1877 році він зосередився на удосконаленні чотиритактової версії двигуна внутрішнього згоряння з метою підготовки його до комерційного рівня.
У 1878 році Вільгельм одружився з подругою дружини Даймлера Емми Кунц, Бертою Вільгельміні Габермаз (нім. Bertha Wilhelmine Habermaas), дочкою трактирника і листоноші з Маульбронна. 6 липня 1879 року у них народився син Карл, перший з трьох дітей.
Готтліб і Вільгельм, бачачи недосконалість продукції фірми, розвивали ідею створення легшого і меншого за розмірами двигуна внутрішнього згоряння для транспортних засобів. Керівництво компанії не підтримало починання інженерів, у зв'язку з чим у 1880 Даймлер вирішив покинути підприємство і відкрити в Каннштадті (передмістя Штуттгарта) власну справу. Як компенсацію за патенти, видані на його ім'я, компанія видала Готтлібу 112 000 золотих марок власними акціями. Майбах також покинув фірму й пішов за своїм другом.
У жовтні 1882 року Вільгельм переїхав на Таубенхаймштрассе (нім. Taubenheimstrasse) в Каннштадті, (Штутгарт), де перед тим Даймлер придбав будинок за 75000 золотих марок. Разом вони доставили цегляну прибудову до заскленого літнього будинку (оранжереї) у саду, що стала їхньою майстернею. Підсобне приміщення перетворили на кабінет, у решті приміщення створили майстерню для випробувань. Їхня активна діяльність насторожила сусідів, які запідозрили, що вони займаються фальсифікатом. Поліція провела рейд за їх відсутності, використовуючи ключ від садівника, але знайшла лише двигуни.
Спільна робота двох винахідників була спрямована на створення швидкохідного двигуна, що міг би урухомлювати транспортні засоби. Для цього було необхідно впритул зайнятися системою запалювання й позбутися усіх недоліків конструкції складного керування запалюванням.

### Перші двигуни (1882—1890)

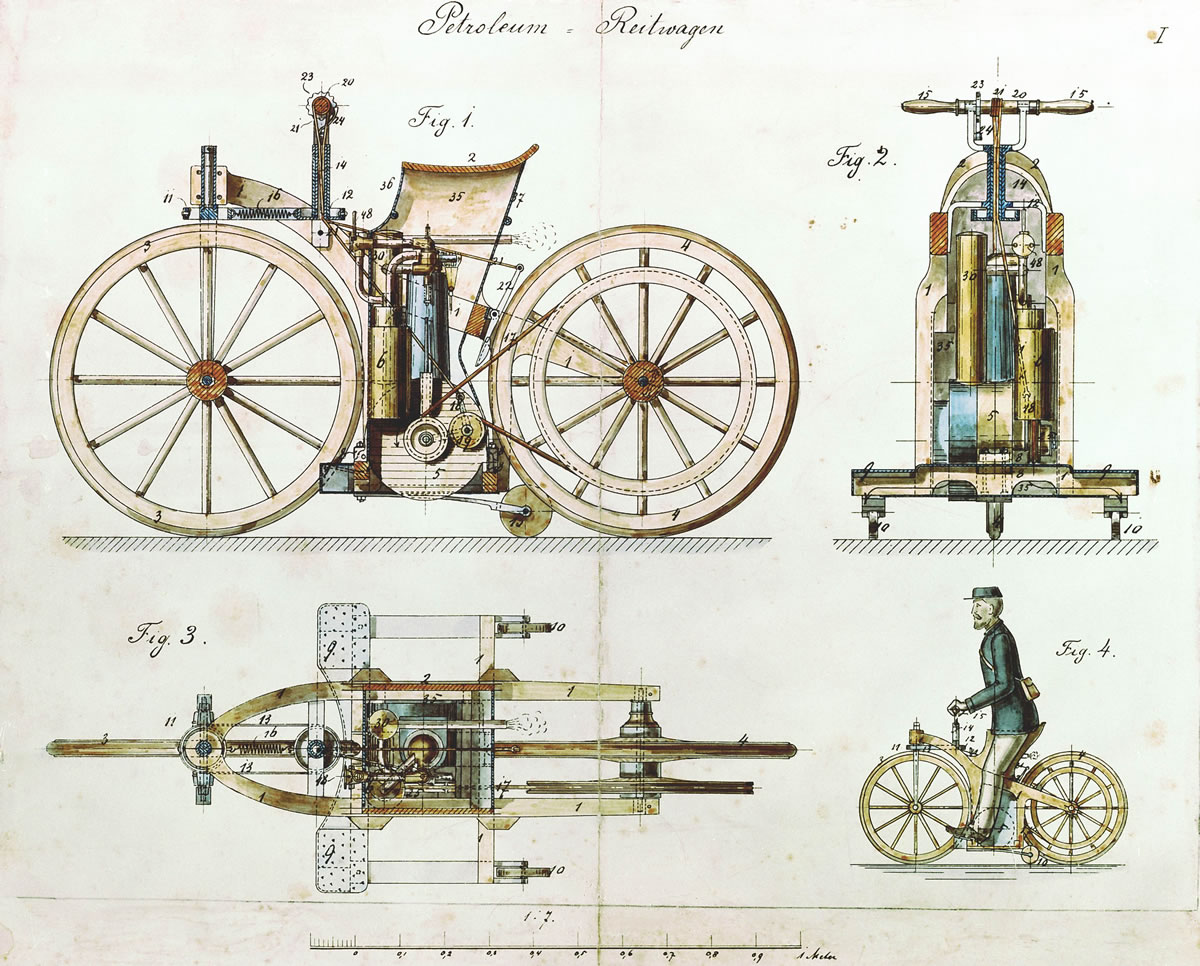
Графічне зображення до патенту за № 36-432 на конструкцію мотоцикла

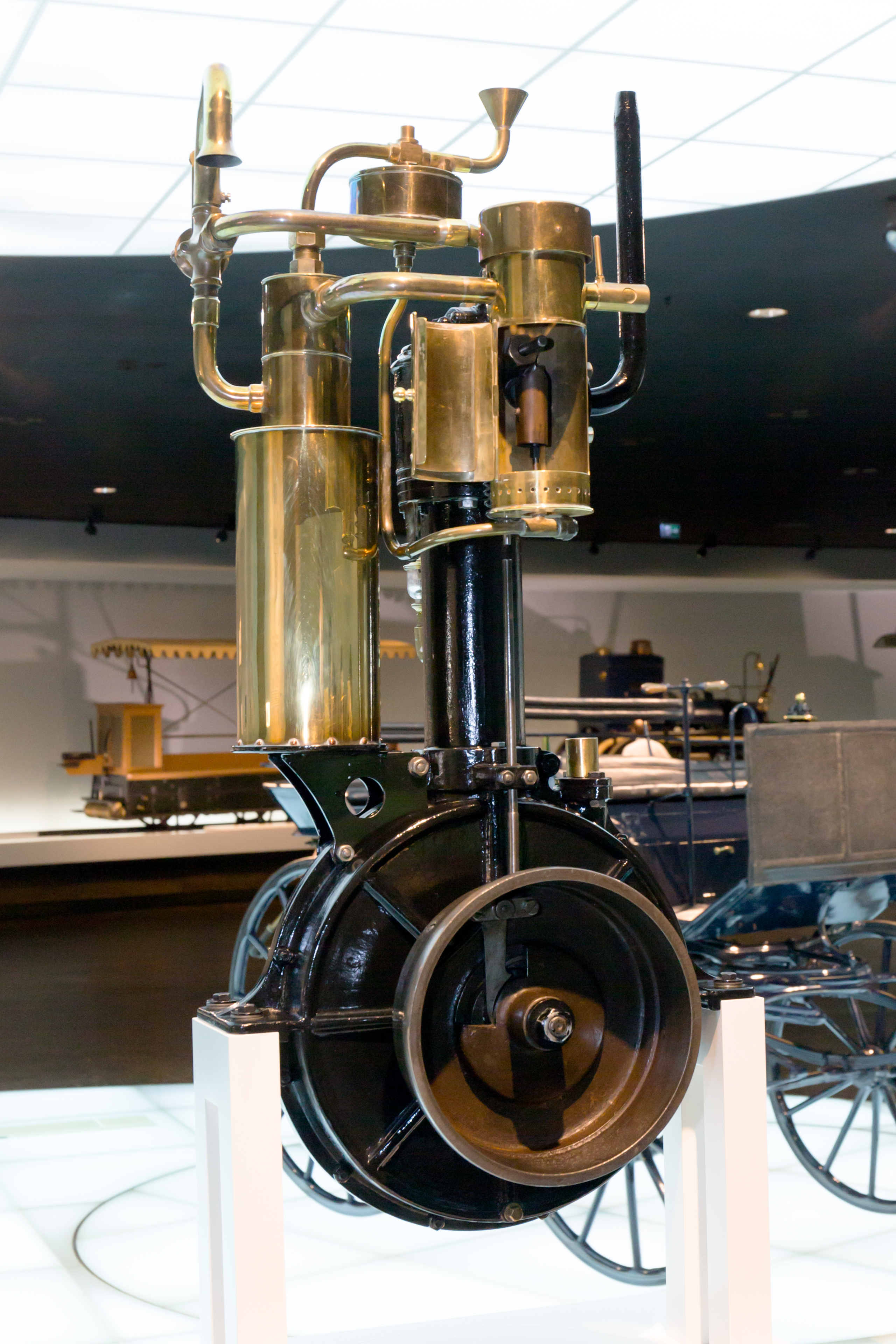
Двигун із жартівливою назвою «підлоговий годинник»

16 грудня 1883 року, Даймлер і Майбах запатентували свій перший двигун, що працював на лігроїні. Новий силовий агрегат розвивав 750 об/хв і відповідав вимогам Даймлера щодо маси і габаритних розмірів. До 1884 року було виготовлено уже три таких двигуни.
До кінця 1885 року Майбах і Даймлер розробили перший зі своїх двигунів, який розглядається як попередник усіх сучасних бензинових двигунів. До його конструкції увійшли:
- одиничний горизонтально розташований циліндр;
- повітряне охолодження;
- велике чавунне махове колесо (маховик) ;
- революційна жарова трубка для запалювання (патент DRP № 28-022);
- випускний клапан, керований від кулачкового вала.

Частота обертання вихідного вала двигуна сягала 600 об/хв, тоді як більшість інших двигунів того часу видавали від 120 до 180 об/хв.
Наступною, надзвичайно важливою для всіх подальших конструкцій ДВЗ стала розробка випарного карбюратора у 1885 році, що дозволило замість світильного газу використовувати рідке паливо. Новий силовий агрегат, тепер уже з вертикальним розташуванням циліндра, мав такі особливості:
- потужність в 1 к. с. при 600 об/хв;
- робочий об'єм двигуна становив 100 куб. см;
- ізольований циліндр з нерегульованою жаровою трубкою (патент DRP № 28-022)

Даймлер дав новому творінню назву Standuhr, що дослівно означає «підлоговий годинник», через схожість з маятниковим годинником.
В. Майбах вмовив Готтліба встановити меншу версію такого двигуна на дерев'яний велосипед, що в результаті привело до появи у листопаді 1885 року моделі «Daimler Reitwagen» — першого у світі мотоцикла з двигуном внутрішнього згоряння, що працював на продуктах нафтопереробки (патент DRP № 36-423 — «автомобіль з газовим або нафтовим двигуном»). Мотоцикл (тоді називався «моторний велосипед») мав з обох боків два маленькі колеса для стійкості. Мотор, що обертався з постійною частотою, розвивав потужність 0,5 к.с. Двоступінчаста пасова передача дозволяла рухатися зі швидкістю до 12 км/год.
17-річний син Даймлера Пауль став першим випробувачем мотоцикла. 18 листопада 1885 року він проїхав на ньому шлях у 3 км від Каннштадта в бік Унтертюркгайма (район Штуттгарта). Згадується, що під час цієї поїздки сидіння транспортного засобу не раз перегрівалось і спалахувало, що було спричинене високою температурою системи запалювання, яка була розташована під сидінням. Згодом Вільгельм Майбах особисто протестував мотоцикл. Саме цей винахід додав авторитету майстерні Даймлера і Майбаха і послужив базою для майбутніх розробок. Тим не менше, після створення «Daimler Reitwagen» компанія Даймлера більше ніколи не поверталась до конструювання мотоциклів, зайнявшись виробництвом двигунів, а згодом і автомобілів.
У цей же час у Вільгельма народилась друга дитина — син Адольф (1884-1940).

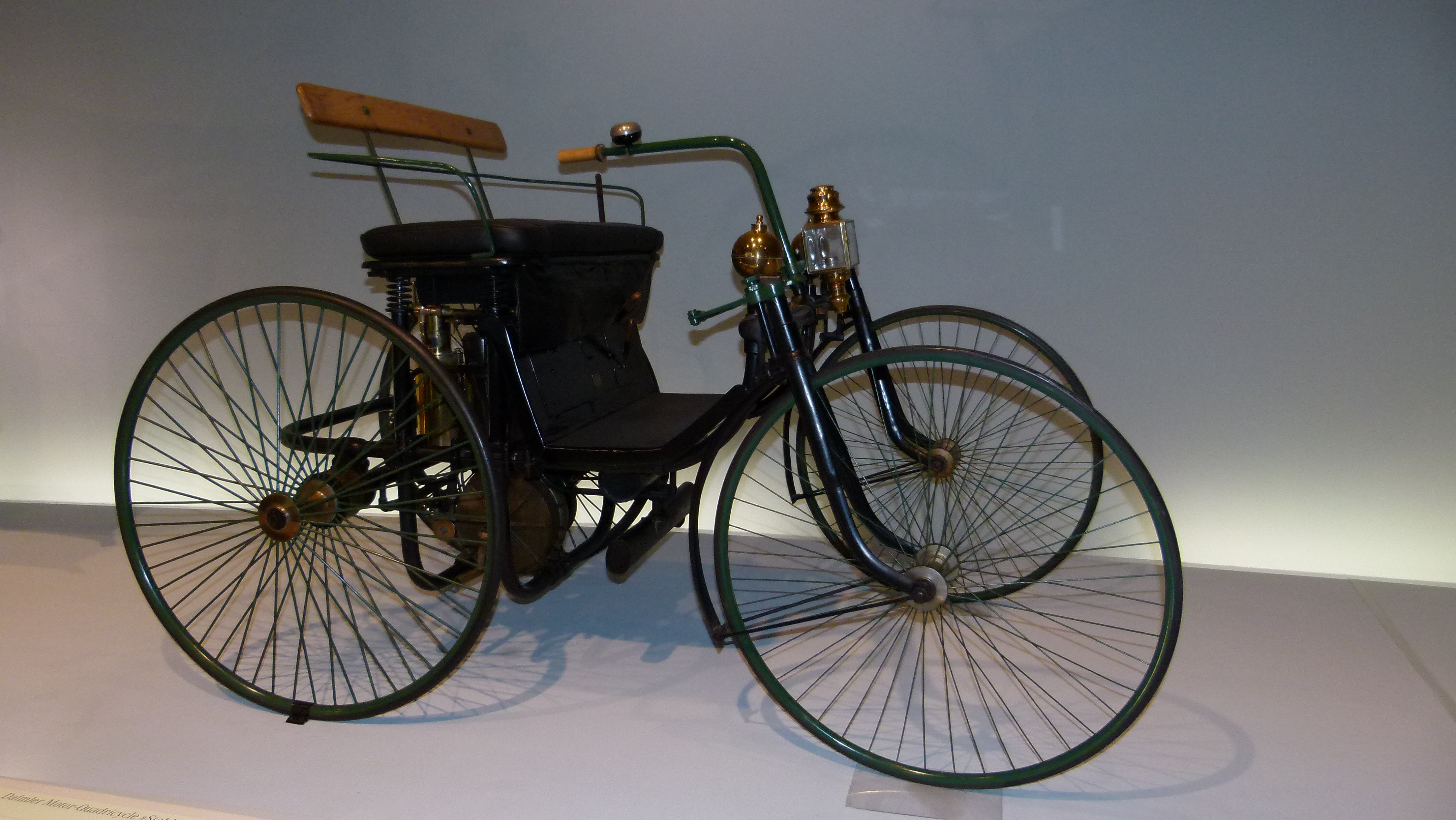
Самохідний екіпаж Daimler Stahlradwagen (1889)

У 1887 році В.Майбах і Г. Даймлер отримали свої перші патенти за кордоном. З часом продажі двигунів зросли, в основному завдяки моторному човну «Neckar», представленому у 1887 році, що розвивав швидкість у 6 вузлів. У червні 1887 року Даймлер купив землю у Каннштадті. Нова майстерня розташувалась поза межами міста за адресою Ludwig Route 67, так як мер Каннштадта не дозволив розміщати фабрику в місті. На нове виробництво було найнято 23 працівники. Даймлер зайнявся комерційними питаннями а Майбах очолив конструкторський відділ.
В 1889 году інженери сконструювали свій перший самохідний екіпаж (прототип автомобіля) «Daimler Stahlradwagen», повністю виготовлений у своїй майстерні. Транспортний засіб був оснащений першим в історії двоциліндровим V-подібним двигуном, створеним Майбахом. Цю машину прийнято вважати одним з перших автомобілів, потужність якого перевищувала одну кінську силу. У тому ж році Майбах представляв цю розробку на Всесвітній виставці у Парижі.
Навесні 1890 року Вільгельм Майбах сконструював перший 4-циліндровий, чотиритактний двигун потужністю 5 к.с. при 620 об/хв.

### Daimler-Motoren-Gesellschaft (1890—1907)
У 1890 році Готтліб Даймлер разом зі своїми партнерами, Вільгельмом Майбахом і фінансистом Максом Дуттенгофером (нім. Max Duttenhofer), заснували в Каннштадті компанію Daimler-Motoren-Gesellschaft (DMG, Даймлер-Моторен-Гезелльшафт). Окремі історики назвали цю подію «угодою з дияволом» так як наступне десятиліття було надто хаотичним для обох винахідників. Основним профілем нового підприємства стало виробництво малогабаритних високошвидкісних двигунів внутрішнього згоряння для наземного, водного та повітряного транспорту. Майбах очолив конструкторський відділ. У цей час він працював над переходом від газового пального до продуктів, отриманих з нафти, які до цього використовувалися лише як засоби чистки та продавалися в аптеках.
28 листопада 1890 року компанію DMG було перетворено в акціонерне товариство. Через розбіжності між акціонерами у стратегії розвитку компанії 11 лютого 1891 року Майбах її покидає і починає працювати самостійно. Наприкінці 1892 року він відкрив майстерню в орендованому приміщенні готелю «Hermann», де були задіяні 17 працівників, п'ятьом з яких заробітну платню забезпечував Г. Даймлер.
У тому ж році у Вільгельма Майбаха народилась третя дитина — дочка Емма (1892—1974).
У 1893 році, майже одночасно з угорцем Донатом Банкі, Майбах розробив карбюратор, де було використано метод емульсійного сумішоутворення розпиленням, у наступному — отримав патент на конструкцію гідравлічних гальм, а ще через рік з'явився його двоциліндровий рядний двигун «Phönix». Спочатку він розвивав потужність 2,5 к. с. при 750 об/хв, але конструкція поступово удосконалювалась, і у 1896 році потужність досягла 5 к. с.

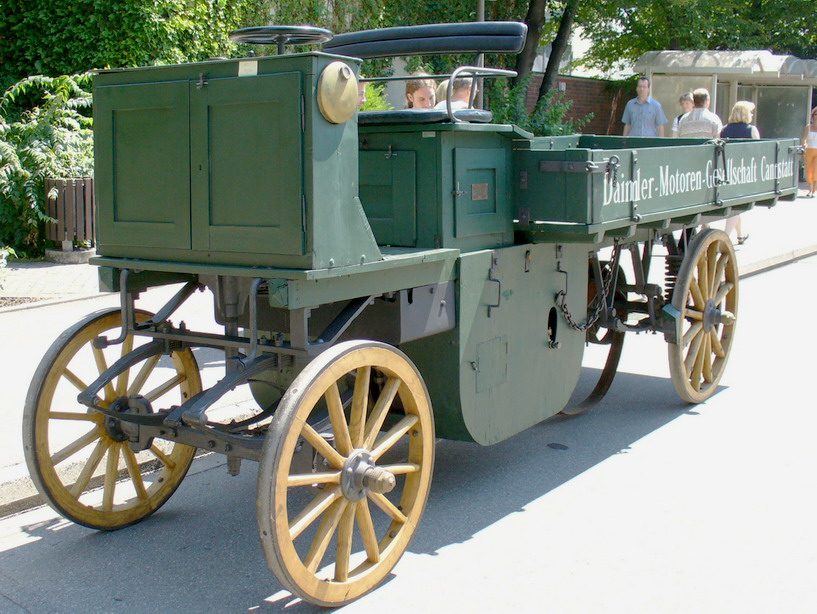
Daimler Motor-Lastwagen (1896)

Через фінансові проблеми Даймлер був змушений покинути посаду технічного директора DMG і пішов у відставку у 1893 році, що завдало шкоди престижу DMG. Однак у 1894 році британський промисловець Фредерік Сіммс придбав права на двигун «Phoenix» за 350 000 марок що стабілізувало фінансове становище компанії. Він також поставив умову, щоб Даймлер був знову прийнятий на роботу. У 1895 році компанія DMG випустила свій 1000-й двигун, а Майбах також повернувся на посаду головного інженера, отримавши акції на суму 30 000 золотих марок за своїм первинним контрактом з Готлібом Даймлером.
1 жовтня 1896 DMG продала компанії «British Motor Syndicate» (Лондон) першу в світі вантажівку з двоциліндровим двигуном потужністю 4 к. с. та вантажопідйомністю 1500 кг (модель «Daimler Motor-Lastwagen», замовлення №. 81). Через рік компанія представила «Daimler Phönix» — перший тип автомобіля з розташуванням двигуна у передній частині.

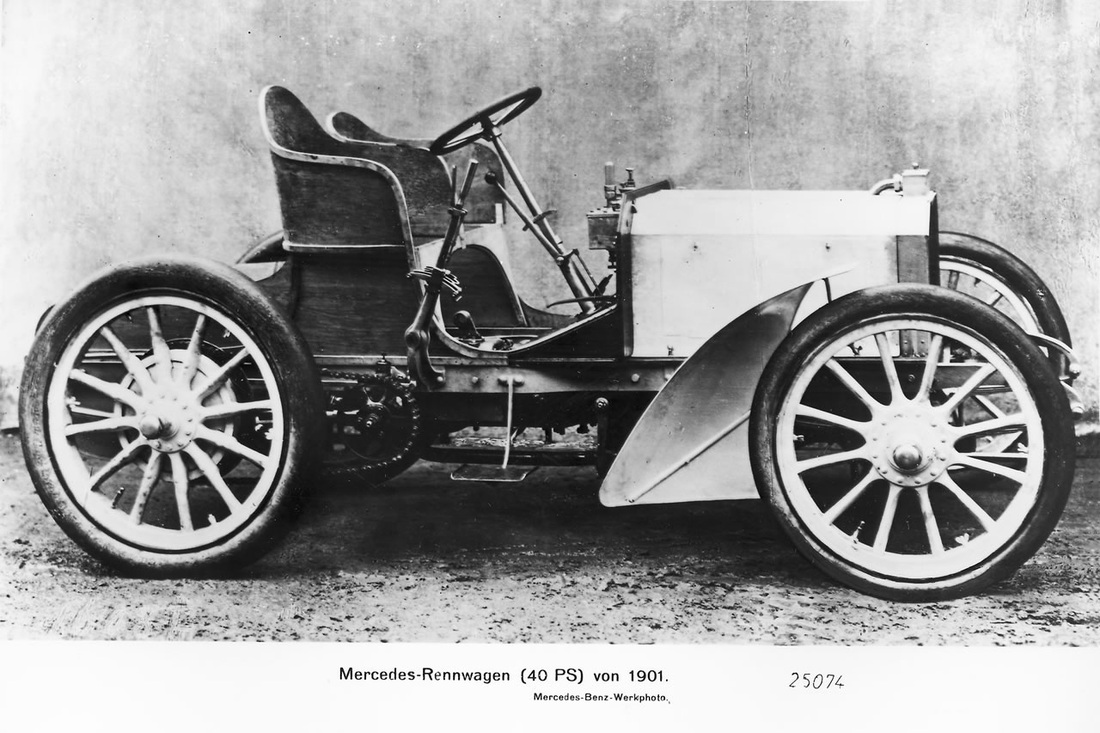
«Mercedes 35 PS» (1901) перший автомобіль під торговою маркою «Мерседес»

Під враженням від роботи Вільгельма австрійський підприємець і автогонщик Еміль Єллінек пообіцяв купити партію з 36 автомобілів, за умови, якщо Майбах створить перегоновий автомобіль за його специфікаціями. За період між квітнем і жовтнем 1900 року Вільгельм спроєктував автомобіль, що отрима назву «Mercedes 35 PS». Новий транспортний засіб мав довжину колісної бази 2245 мм, широку колію у 1400 мм та оснащувався 4-циліндровим двигуном потужністю у 35 к.с., що мав два карбюратори. На ті часи розробка Вільгельма стала новим словом у техніці. При роботі над автомобілем Майбах використав власні винаходи: трубчастий радіатор системи охолодження і 4-ступінчасту коробку передач. Модель, як і двигун автомобіля (Daimler-Mercedes), назвали на честь дочки автогонщика Мерседес. Було отримано велику кількість замовлень на автомобіль, що остаточно переконало керівництво фірми DMG у тому, що автомобільній промисловості належить майбутнє. Виробництво було значно розширене, зросло число працівників підприємств. Компанія DMG офіційно зареєструвала торгівельну марку «Mercedes» у липні 1902 року.
У 1904 році Майбах розробив перший 6-циліндровий двигун потужністю 70 к. с. У 1906 році він конструює перегоновий двигун потужністю 120 к. с. з верхнім розташуванням клапанів, розподільчим валом і системою подвійного запалювання.
По кар'єрній драбині Вільгельм Майбах піднявся до посади технічного директора компанії Daimler-Motoren-Gesellschaft, але через розбіжності з керівництвом у 1907 році вдруге вже остаточно покинув компанію

### «Цеппеліни» (1907—1909)

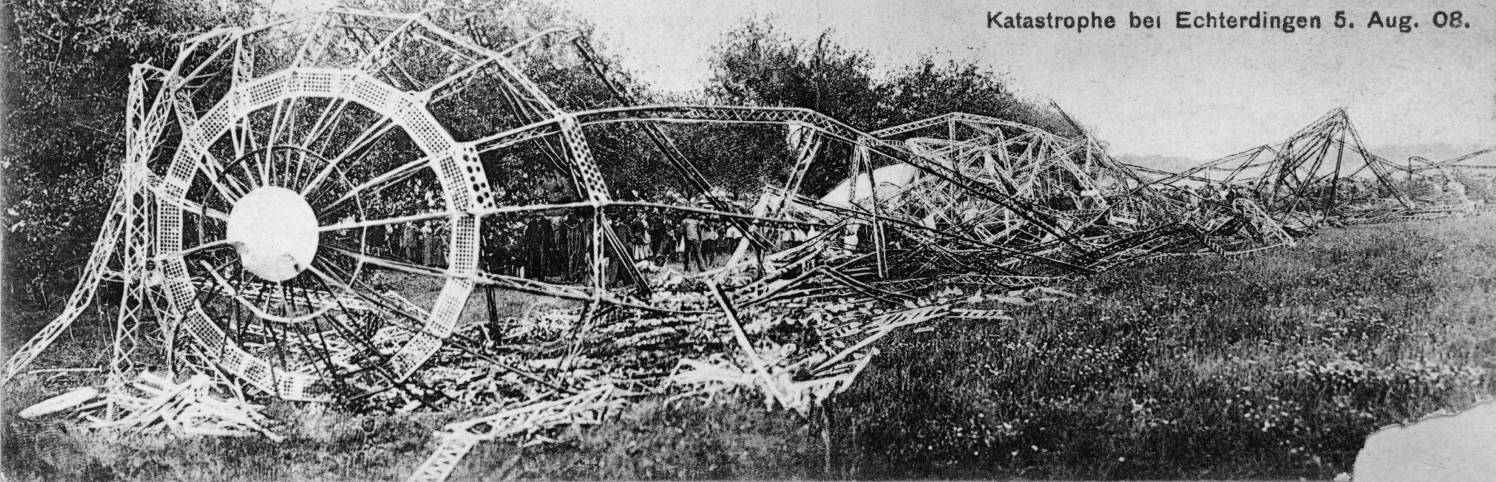
Аварія дирижабля LZ4

У 1900 році Майбах познайомився з графом Фердинандом фон Цеппеліном, який прагнув покращити двигуни дирижаблів «Цепелін LZ 1». Майбах виготовив для нього декілька силових агрегатів потужністю 150 к.с. за ескізами, зробленими його сином Карлом.
У 1908 році граф Цеппелін намагався продати свої моделі LZ3 і LZ4 уряду. 5 серпня того ж року модель LZ4 впала на ряди дерев після спроби зробити аварійну посадку через відмову двигунів. Однак це не послужило причиною згортання виробництва, а компанія отримала пожертви після аварії. Згодом граф Цеппелін заснував підприємство Luftschiffbau Zeppelin GmbH, яке налагодило виробництво дирижаблів під торговою маркою «Цеппелін». Двигуни для цих літальних апаратів розробляв Вільгельм Майбах.

### Maybach-Motorenbau GmbH (1909—1929)

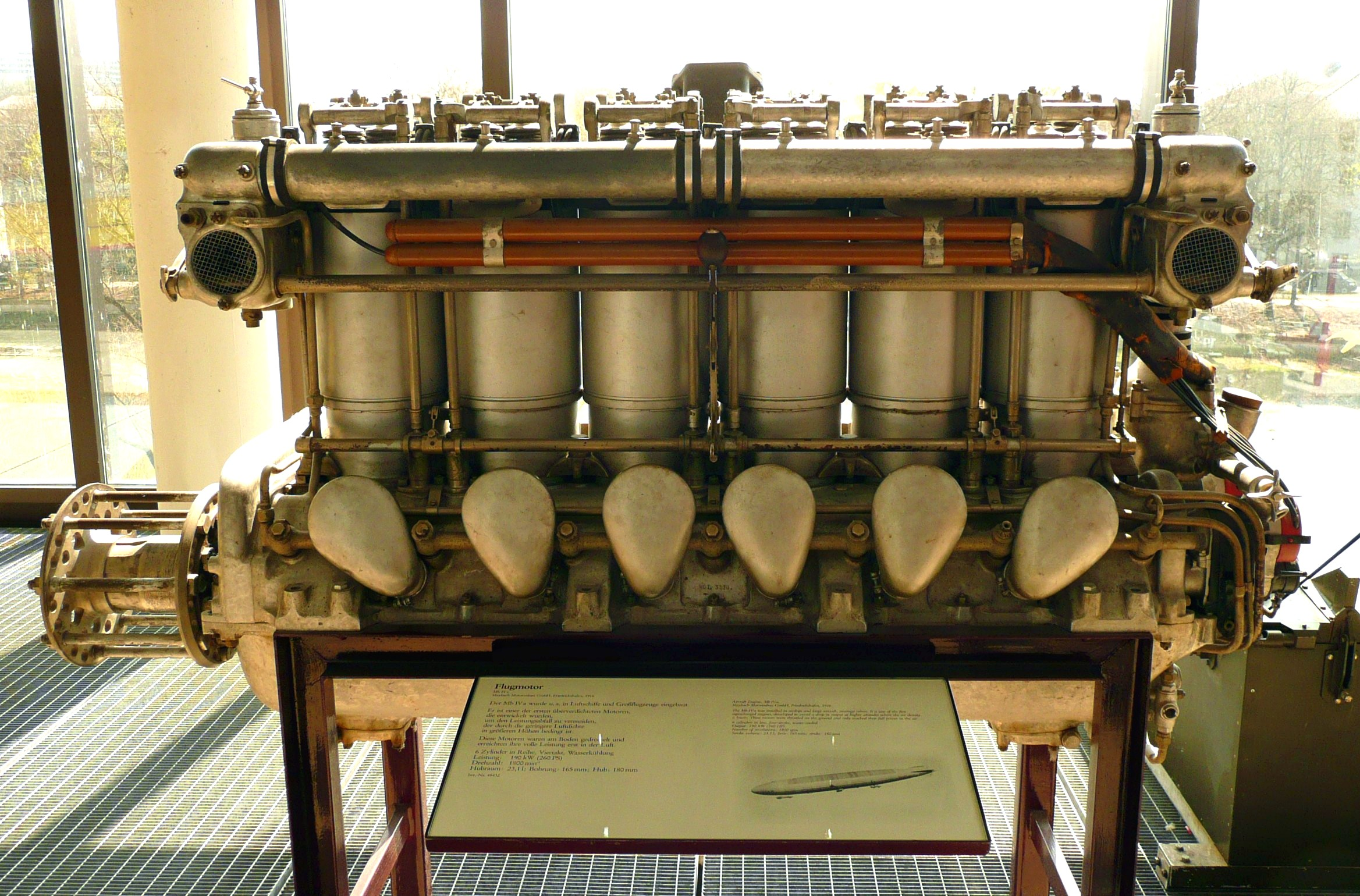
Шестициліндровий авіаційний двигун Maybach Mb.IVa (1916)

Через два роки після виходу з компанії DMG Вільгельм Майбах разом із своїм сином Карлом спільно з графом Цеппеліном заснував в Біссінгені Luftfahrzeug-Motorenbau GmbH (Компанія з виробництва авіаційних двигунів) як дочірню компанію Luftschiffbau Zeppelin GmbH, що займалася проектуванням авіаційних двигунів для дирижаблів «Цепелін». Карл Майбах став її директором і займався проєктуванням двигунів, а Вільгельм був технічним консультантом. У 1912 році компанія перемістилась до Фрідріхсгафена і була перейменована на Motorenbau GmbH а у 1918 році стала називатись Maybach-Motorenbau GmbH.
У 1916 році Вільгельму Майбаху присвоїли звання почесного доктора Штутгартського політехнічного інституту. Після Першої світової війни і підписання Версальського договору у 1919 році для Німеччини було встановлено заборону на виробництво дирижаблів. У зв'язку х цим Майбах зайнявся виробництвом дизельних двигунів для військово-морського флоту та залізничного транспорту, а також бензинових двигунів для автомобілів. При цьому в нього не було інтересу до виробництва самих автомобілів.
У той час багато невеликих підприємств з виробництва автомобілів у Німеччині збирали свої власні двигуни, і лише нідерландська компанія була зацікавлена в силових агрегатах Майбаха. Однак Вільгельм відхилив контракт, оскільки він не міг погодитись з його умовами. Натомість він все ж вирішив збирати власні автомобілі і в 1921 завод почав випускати лімузини під торговою маркою «Maybach». Перша модель, Maybach W3, була представлена у 1921 році на автомобільній виставці в Берліні. На ній було встановлено 6-циліндровий двигун, гальмівну систему на чотири колеса, нову систему трансмісії, а максимальна швидкість автомобіля становила 105 км/год. Модель випускалася до 1928; всього було продано 305 одиниць, в основному в кузові седан, оскільки спортивна версія до кузова купе була не такою успішною. Пізніше був представлений новий автомобіль Maybach W5, вперше оснащений силовим агрегатом в конфігурації V12.
Вільгельм Майбах помер 29 грудня 1929 року в Штутгарті і був похований поряд з Готтлібом Даймлером на кладовищі Уфф-Кірхгоф.

## Цікаві моменти
Ні Вільгельм, ні його син Карл ніколи не мали у приватному використанні автомобілів власного виробництва. Крім того, у Вільгельма взагалі ніколи не було автомобіля.
|  | Він, що створив основи для сучасних автомобілів, рідко використовував машину для особистих цілей. Він ходив пішки або сідав на трамвай. Вільгельм не володів автомобілем не зважаючи на те, що міг би дозволити собі це. |

Тепер спадком Вільгельма Майбаха, автомобільними марками «Maybach» («Mercedes-Maybach») і «Mercedes-Benz», володіє концерн Mercedes-Benz group AG.

## Вшанування пам'яті
У 1996 році Вільгелма Майбаха уведено до Автомобільної зали слави.
У 2007 році винахідник увійшов до Національної зали слави винахідників.
Іменем Вільгельма Майбаха названі школи у районі Бад-Канштатт (Штутгарт), в Гайльбронні, в районі Шпандау (Берлін) та Ройтлінгені .
У 2005 році на честь свого діда Карла та прадіда Вільгельма меценат та підприємець Ульріх Шмід-Майбах заснував Фундацію Вільгельма та Карла Майбахів.